# Conditions
Conditions is het debuutalbum van de Australische rockband The Temper Trap, uitgebracht in Australië door het label Liberation Music op 19 juni 2009. Het album debuteerde op nummer 9 in de ARIA Album Chart van Australië en het nummer piekte op 25 in de UK Albums Chart. In Nederland wist het album de 74ste positie in de Album Top 100 te behalen.

## Geschiedenis
Na een contract getekend te hebben met Korda Marshalls nieuwe label Infectious Records en een trailer en soundtrack in het filmdrama 500 Days of Summer, werkte The Temper Trap samen met producer Jim Abbiss (UNKLE, Arctic Monkeys, Adele) aan hun debuutalbum.
Het album werd afgerond in maart 2009 tijdens een laatste sessie met Abbiss, met daarvoor een vier weken durende opnameperiode in de Sing Sing Studios in Melbourne, samen met Kalju Tonuma.
In Melbourne werd, tegelijk met de verschijning van het album, het logo en de titel van het album op trottoirs gespoten, ook in het centrale zakencentrum van de stad. Het album werd op 19 juni 2009 in Australië uitgebracht door Liberation Music. In de Verenigde Staten werd het album op 13 oktober 2009 uitgebracht door Glassnote Records, gespecialiseerd in alternatieve rock.

## Receptie
In het algemeen waren de Australische recensies voor het album positief. Pitchfork gaf het album echter niet meer dan een 4,6. De muzieksite FOK.nl gaf een waardering van 4 punten op een maximum van 5.
Daarnaast was het album genomineerd voor een ARIA Album of the Year Award in 2009.

## Tracklist
| Nr. | Titel                       | Duur |
| --- | --------------------------- | ---- |
| 1.  | Love Lost                   | 3:33 |
| 2.  | Rest                        | 3:41 |
| 3.  | Sweet Disposition           | 3:52 |
| 4.  | Down River                  | 3:45 |
| 5.  | Soldier On                  | 5:55 |
| 6.  | Fader                       | 3:04 |
| 7.  | Fools                       | 4:34 |
| 8.  | Resurrection                | 5:32 |
| 9.  | Science of Fear             | 4:18 |
| 10. | Drum Song                   | 3:21 |
| 11. | Hearts (iTunes bonus track) | 2:44 |

## Hitnotering
| "Conditions" in de Nederlandse Album Top 100 - binnen: 29-08-2009 | "Conditions" in de Nederlandse Album Top 100 - binnen: 29-08-2009 | "Conditions" in de Nederlandse Album Top 100 - binnen: 29-08-2009 | "Conditions" in de Nederlandse Album Top 100 - binnen: 29-08-2009 | "Conditions" in de Nederlandse Album Top 100 - binnen: 29-08-2009 | "Conditions" in de Nederlandse Album Top 100 - binnen: 29-08-2009 | "Conditions" in de Nederlandse Album Top 100 - binnen: 29-08-2009 | "Conditions" in de Nederlandse Album Top 100 - binnen: 29-08-2009 |
| Week                                                              | 01                                                                |                                                                   | 02                                                                | 03                                                                |                                                                   | 04                                                                |                                                                   |
| ----------------------------------------------------------------- | ----------------------------------------------------------------- | ----------------------------------------------------------------- | ----------------------------------------------------------------- | ----------------------------------------------------------------- | ----------------------------------------------------------------- | ----------------------------------------------------------------- | ----------------------------------------------------------------- |
| Nummer                                                            | 74                                                                | uit                                                               | 74                                                                | 98                                                                | uit                                                               | 89                                                                | uit                                                               |